# Biogas

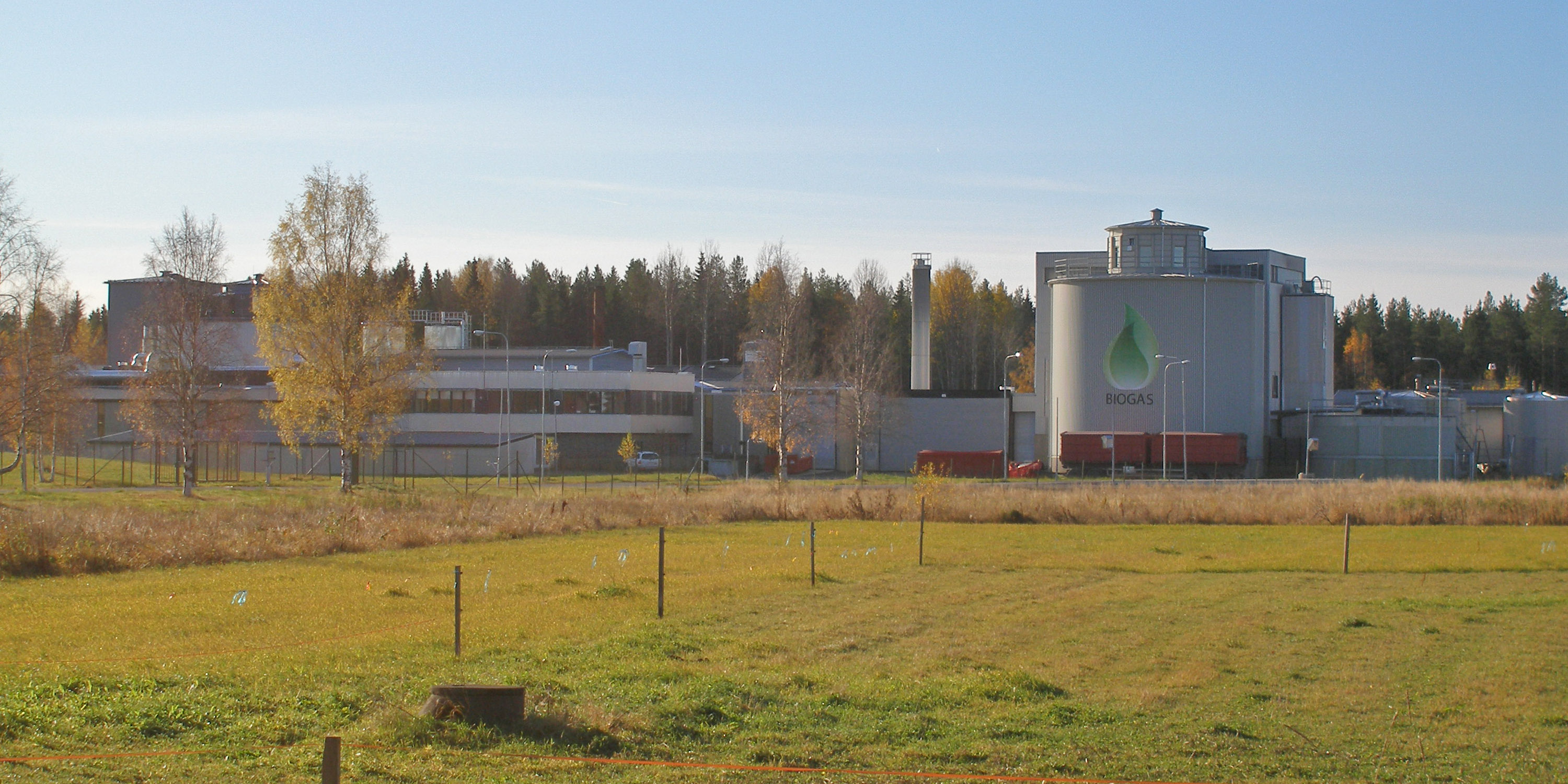
Biogasverket i Skellefteå.

Biogas är ett gasformigt biobränsle som bildas vid anaerob nedbrytning av organiskt material, alternativt via termisk förgasning med efterföljande kemisk syntes. Biogas kan utvinnas från en stor mängd olika material, vid exempelvis reningsverk, på soptippar (deponigas), på jordbruk där biologiskt nedbrytbart material finns eller samlas eller av slaktavfall, men även från till exempel skogsavfall om man går över termisk förgasning. Rågasen består i huvudsak av kolvätet metan (50-75%) och koldioxid (25-50%) samt mindre mängder föroreningar som t.ex. svavelväte, och ammoniak. För att kunna användas i fordon behöver gasen raffineras så att halten metan ökar och övriga ämnen minskar. Den produkt som då bildas benämns ibland biometan. Den är kemiskt mycket lik fossilgas och fordonsgas används som ett begrepp som omfattar de bägge (eftersom de kan användas på samma sätt då det som skiljer är framställningssättet). Biometan kan används som bränsle i bilar, bussar och andra fordon.

## Sammansättning
Sammansättningen på biogas beror på dess råvara (hur mycket kolhydrater, proteiner och fett den innehåller). En typisk sammansättning vid gårdsbaserad biogasproduktion är:[källa behövs]

- Metan 50-75%
- Koldioxid 25-50%
- Kväve 0-5%
- Syre <1%
- Övriga kolväten <1%
- Väte spår
- Ammoniak 0-500 ppm
- Kolmonoxid spår
- Svavelväte 0,05-0,5% (500-5000 ppm)
- Vattenånga 1-2%
- Siloxaner spår, främst i biogas från reningsverk och deponier

## Produktion

### Råmaterial
Biogas kan utvinnas ur biologiskt material från t.ex. reningsverk, på soptippar (deponigas) och ur matavfall och andra platser där biologiskt nedbrytbart material finns eller samlas. En stor potential finns exempelvis att utvinna biogas ur restprodukter som gödsel och halm från lantbruket, alternativt skogsavfall om man tillämpar termisk förgasning istället för rötning. Biogasproduktionen kan även baseras på energigrödor. Trots att jordbruksmarken utgör en begränsad resurs som ska bidra till flera samhällsnyttor, såsom livsmedelsproduktion och naturbevarande, finns det i Sverige möjligheter att öka odlingen av energigrödor utan att det konkurrerar med befintlig markanvändning. Detta kan uppnås genom att utnyttja tidigare outnyttjad jordbruksmark eller genom att optimera produktionen inom befintliga odlingssystem. Ett exempel är att odla vall på mark som ligger i träda, medan ett annat är att integrera mellangrödor i befintliga växtföljder.

### Kemisk process
När mikroorganismer bryter ned hushållssopor och annat biologiskt nedbrytbart avfall i en syrefri (anaerob) miljö bildas metangas (CH4) och koldioxid (CO2). Rötgas och sumpgas är andra namn på biogas. Utöver biogas bildas vid rötningen även rötslam som användas inom jordbruket som ett jordförbättrande gödselmedel.
Biogas kan uppgraderas till biometan som när det används som drivmedel för fordon kallas fordonsgas. Biogas kan användas i kraftvärmeanläggningar och kan även användas till uppvärmning/matlagning. Många reningsverk har idag biogastillverkning, dels för att täcka sitt eget energibehov, men även för vidare distribution till fordonstrafik (fordonsgas) och uppvärmning/matlagning (stadsgas).
Alternativ kemisk process för att producera biogas är via termisk förgasning. I denna process bryts biomaterialet först termiskt ner till en gasblandning som består av främst kolmonoxid, vätgas, koldioxid och metan. Gasen renas därefter från föroreningar och koldioxid. I efterföljande steg syntetiseras vätgas och kolmonoxid till metan och vatten. Slutligen torkas gasen. Denna teknik demonstrerades i GoBiGas-projektet.

### Uppgradering
Fordonsgas innehåller minst 97% metan. För att biogas skall kunna användas som fordonsgas måste den därför renas från sitt höga innehåll av koldioxid och även från föroreningar, som är skadliga för fordonsmotorer. Det finns ett antal olika uppgraderingstekniker t.ex:

- Aminskrubber
- Pressure swing adsorption
- Membranseparering
- Vattenskrubber
- Organisk fysisk skrubber
- Kryogen separation

## Distribution
Det mest energieffektiva sättet att distribuera biogasen är via ledningar. En stor fördel är att uppgraderad biogas kan distribueras i samma nät som fossilgas eftersom båda gaserna består av metan. Likaså ökar andelen förnybar energi när biogas matas in i ett naturgasnät.
Biogasen kan även distribueras med vägtransporter till platser där den ska användas, exempelvis tankstationer. Då komprimeras gasen och transporteras i flaskor i en mobil container.
Om biogasen kyls ner till minus 163 grader, övergår den till flytande form. Då minskar den också 600 gånger i volym. Flytande biogas (LBG) innehåller mer energi per volymenhet än biogas i gasform. Detta gör det möjligt att även använda den flytande biogasen som drivmedel till tunga fordon. Flytande fordonsgas kan också transporteras mer effektivt och är enklare att lagra.

## Användning
Fordonsgas beskriver en gaskvalitet som används för bland annat fordon och som både uppgraderad biogas och fossilgas klarar. För dessa tillämpningar spelar det ur teknisk synvinkel ingen roll vilken gas som används (däremot skiljer sig miljöpåverkan p.g.a. skillnaden i råvara). 
Det finns dock flera tillämpningar där det inte är nödvändigt att uppgradera gasen (däremot behöver den vara renad från föroreningar som kan skada utrustningen som används).

### Fordon
Biogas utsågs till "Bästa Bränsle 2009" av Gröna Bilister. 
Företaget Fordonsgas Sverige AB svanenmärkte år 2008 sin fordonsgas och det är därmed det första, och hittills enda, fordonsbränsle som uppfyller kriterierna för den märkningen.

### El
Biogas kan användas i kraftvärmeanläggningar (CHP) där både el- och värme tillvaratas. En CHP anläggning kan antingen bestå av en gasmotor eller gasturbin med generator eller en bränslecell. 

### Uppvärmning
Energin i biogas kan nyttjas på olika sätt. Bland annat kan den användas för uppvärmning, antingen lokalt eller genom distribution via fjärrvärmenät. Vid produktion av värme behöver endast vattenånga avskiljas från rågasen innan förbränning.
Värmepannor finns på de flesta biogasanläggningar, där gasen ofta utnyttjas för uppvärmning av närliggande lokaler och bostäder. Överskottsvärme kan också föras ut till externa lokaler, antingen direkt via gasledning eller indirekt via fjärrvärmenät. I mindre anläggningar är det dock vanligt att en viss del av biogasen måste facklas, det vill säga brännas bort, särskilt sommartid då värmebehovet är lägre.

## Historisk utveckling och framtida potential

### Storskalig verksamhet

#### Internationellt
IEA Task 37 sammanställer varje år internationell biogasstatistik.

#### Sverige
Sverige har varit ett föregångsland vad gäller att minska användningen av fossila bränslen inom transportsektorn. Målet är en fossiloberoende fordonsflotta 2030 och ett Sverige utan nettoutsläpp av växthusgaser år 2050. Under de senaste 15–20 åren har framgångsrika satsningar lett till att Sverige är världsledande på att använda biogas som fordonsbränsle. Över 50 procent av de 1,7 TWh biogas som årligen produceras används som fordonsgas.
Många kommuner ställer höga miljökrav vid inköp av varor och tjänster. Den kollektiva busstrafiken har varit en viktig drivkraft för en ökad användning av fordonsgas runt om i landet. Att köra på fordonsgas har blivit en konkurrensfördel för många transportföretag, som exempelvis taxi och åkerier, vars kunder är miljömedvetna.
Sverige hade 2015 282 biogasanläggningar och 43 anläggningar som uppgraderar biogasen till fordonsgas. Många av dessa anläggningar har byggts med hjälp av statliga investeringsstöd som fanns under en tioårsperiod. Se aktuella siffror för produktion och användning av biogas i Sverige på biogasportalen.se.
Den lyckade biogassatsningen beror framförallt på att flera aktörer samarbetat. Det gäller allt från tillförsel av råvara till slutlig distribution av biogas och biogödsel. Kommuner, hushåll, lantbrukare, ägare av biogasanläggningar, tekniker, distributörer, lokala bussbolag – listan kan göras lång på viktiga aktörer i en framgångsrik biogaskedja. 
Biogaserfarenheterna har gjort Sverige världsledande inom miljöteknikområdet. Många nya företag har etablerats på marknaden och svenskt biogaskunnande är nu en eftertraktad exportvara.
I slutet av 2018 fanns det 185 publika tankställen för fordonsgas och ca 60 icke publika tankställen för bussar och andra tunga fordon i Sverige. Sedan 2008 har den samlade leveransen fordonsgas bestått till mer än 50 procent av biogas och sedan 2018 över 90 procent, enligt statistik från Energigas Sverige.

### Småskalig verksamhet
Då metangas har 21 gånger större växthuseffekt än koldioxid, så är det viktigt att metangasen från lantbrukets animalieproduktion tas tillvara. Detta kan ske i gårdsbiogasanläggningar där även flera gårdar kan röta sin gödsel tillsammans med t.ex. livsmedelsavfall. I Sverige är det i dag svårt att få lönsamhet i biogasproduktion på enskilda gårdar. Därför finns olika former av ekonomiska stöd. Från och med 2015 finns en subvention för biogas som produceras av gödsel. För det mindre lantbruket är det oftast någon form av kraftvärmeanläggning som är aktuell, men det finns också exempel på gårdsanläggningar med fordonsgasproduktion eller att gasen används i direktförbränning till värmeproduktion.
Bönder i utvecklingsländer uppmuntras att fermentera biologiskt avfall i en lufttät tank som gör det möjligt att samla upp den biogas som bildas. Gasen kan sedan förbrännas för att fylla husbehovet av värme eller för matlagning (typ gasspis/gasugn). På så sätt får hushållet tillgång till en billig och miljövänlig energikälla.